# Jozef Vengloš
Jozef Vengloš, född 18 februari 1936 i Ružomberok i Tjeckoslovakien, död 26 januari 2021, var en slovakisk, tidigare tjeckoslovakisk, fotbollsspelare och tränare.
Jozef Vengloš var tränare för det tjeckoslovakiska landslaget 1978–1982 och 1988–1990.